# 中屋重治

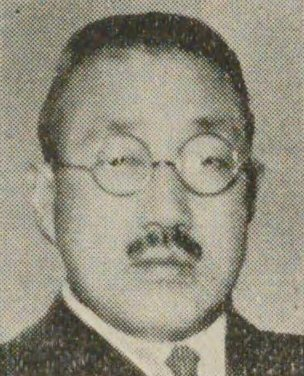
中屋重治

中屋 重治（なかや しげはる、1888年〈明治21年〉2月15日 - 1963年〈昭和38年〉2月13日）は、日本の内務官僚。川崎市長。岩手県宮古市長。

## 経歴
福岡県出身。1914年（大正3年）、京都帝国大学法科大学政治科を卒業し、さらに1916年（大正5年）に同法律科を卒業した。その間、高等文官試験に合格し、島根県理事官、同鹿足郡長、台湾総督府財務局事務官、台湾総督府高等商業学校教授、台湾総督府中央研究所事務官、新竹州警務部長、宮城県書記官・警察部長、栃木県書記官・警察部長、神奈川県書記官・警察部長を務めた。
1932年（昭和7年）、川崎市長に選出され、1935年（昭和10年）まで務めた。その後、東京市で麹町区長、北京出張所長、交通整理部長など歴任した。また東京電気株式会社顧問、日本電興株式会社取締役なども務めた。
1942年（昭和17年）、陸軍司政長官・マドラ州長官に就任した。
戦後は1950年（昭和25年）に宮古市長に選出された。

## 家族
- 父・中屋重樹 (1874年生) - 福岡藩士・中屋重義の長男で、東京帝国大学工科大学卒業、陸軍工兵中尉、南満州鉄道技師を経て、内外電球、京城電気取締役を務めた[5][6]
- 母・とみ - 金沢医学専門学校教授・金子治郞の娘[6]
- 妻・君子 - 安藤源五郎の孫。君子の妹の舅に西久保弘道がいる。[6]

## 栄典
勲章
- 1943年（昭和18年）10月9日  - 勲三等瑞宝章[7]